# Georg Daniel von Habel

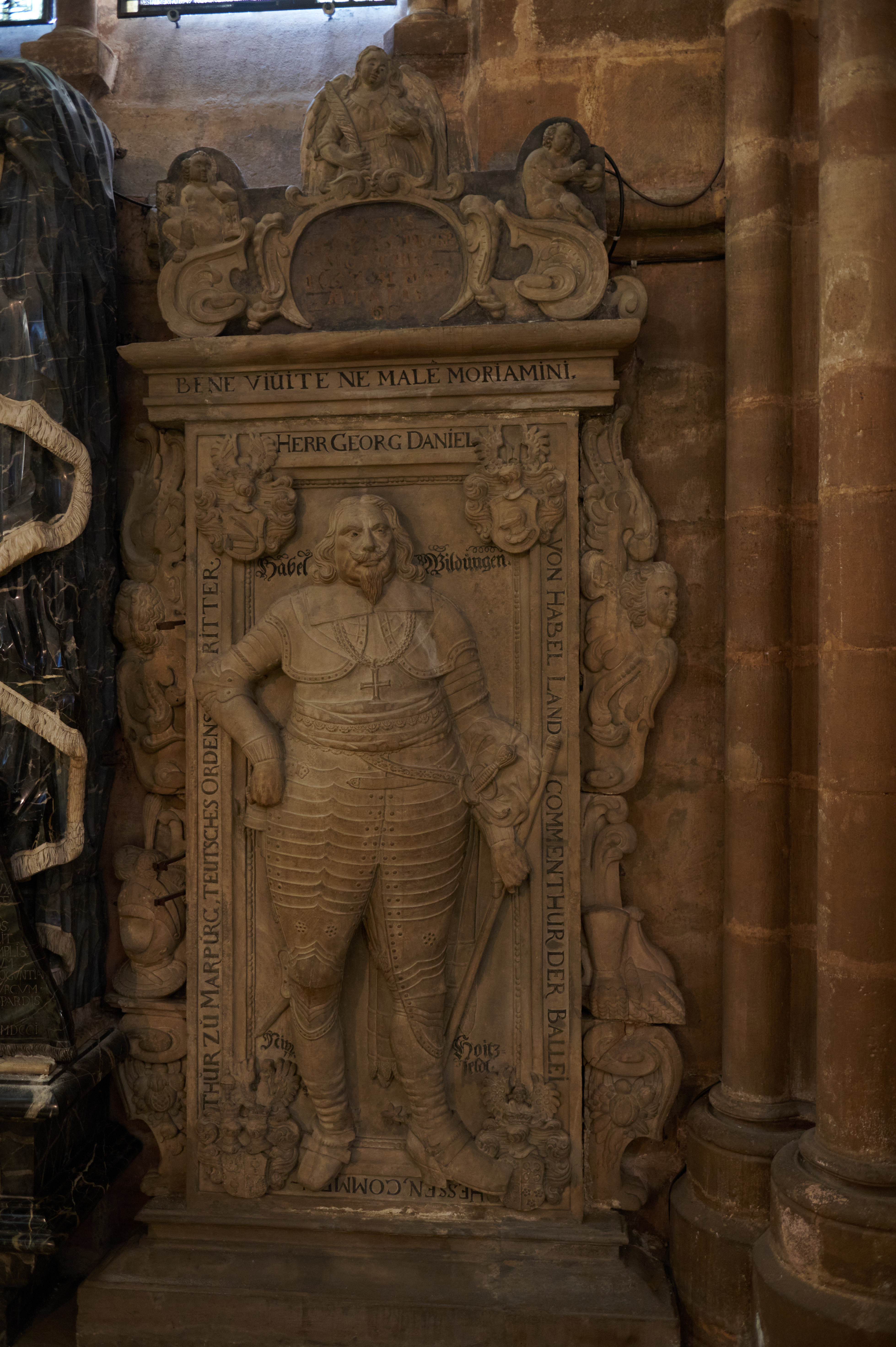
Grabplatte Georg Daniel von Habel; Elisabethkirche, Marburg

Georg Daniel von Habel (* 25. Dezember 1592 in Lützelwig; † 29. Mai 1652 in Marburg) aus dem hessischen Adelsgeschlecht derer von Habel war ein Ritter des Deutschen Ordens und von 1639 bis zu seinem Tode 1652 Landkomtur der Deutschordensballei Hessen in Marburg.

## Leben

### Herkunft
Er war der jüngere Sohn des Obristen Georg von Habel (* vor 1561; † nach 1609) und dessen Ehefrau Katharina von Wildungen; sein älterer Bruder war Johann (Hans) Philipp von Habel, mit dessen Söhnen das Geschlecht im Mannesstamm erlosch.

### Werdegang
Er trat 1613 bzw. nach anderer Angabe schon 1609 in Marburg in den Deutschen Orden ein. Im Januar 1615 ist er als Zinsmeister der Kommende Marburg beurkundet, 1619 bis 1622 als Vogt. Im Februar 1628 ist er als Hauskomtur, d. h. Stellvertreter des Komturs, in Marburg beurkundet,. Von 1628 bis 1640 war er außerdem noch Komtur zu Schiffenberg.
Von 1639 bis zu seinem Tode 1652 war er Komtur der Kommende Marburg und Landkomtur der Ballei Hessen des Deutschen Ordens. 
Sein Epitaph befindet sich in der Elisabethkirche in Marburg.